# Столбово (Вологодская область)
Столбово — деревня в Верховажском районе Вологодской области.
Входит в состав Шелотского сельского поселения, с точки зрения административно-территориального деления — в Шелотский сельсовет.
Расстояние по автодороге до районного центра Верховажья — 84,5 км, до центра муниципального образования Шелоты — 15 км. Ближайшие населённые пункты — Степачевская, Акиньховская, Михалёво, Анисимовская.
По переписи 2002 года население — 14 человек.